# Passalurus ambiguus
Passalurus ambiguus ist ein weltweit vorkommender Pfriemenschwanz aus der Gattung Passalurus, der im Blinddarm von Hasenartigen parasitiert und die Passalurose auslösen kann.
Die Mundöffnung trägt wie bei allen Passalurus vier symmetrische Papillen und die Mundhöhle besitzt drei Zähne. Der keulenförmige Ösophagus ist wie bei anderen Oxyuridae an seinem Ende aufgetrieben. Männchen sind 3 bis 5 mm lang, haben am Hinterende zarte seitliche Ausläufer (Kaudalflügel) und einen bis zu 260 µm langen Schwanzfaden. Das Begattungsorgan der Männchen (Spicula) ist unpaar und 90 bis 130 µm lang. Die Weibchen sind 6 bis 12 mm lang, ihr Hinterende ist dünn ausgezogen. Die dünnschaligen Eier sind 88–110 × 40–50 µm groß.